# الکساندروف ووتسکی
الکساندروف ووتسکی (به لاتین: Aleksandrów Łódzki) [alɛkˈsandruf ˈwut͡skʲi]( listen) یک شهر در لهستان است که در استان ووتسکی واقع شده‌است.

## خصوصیات
الکساندروف ووتسکی ۱۳٫۴۷ کیلومترمربع مساحت و ۲۰٬۲۲۰ نفر جمعیت دارد و ۲۰۶ متر بالاتر از سطح دریا واقع شده‌است.